# Multiusuario

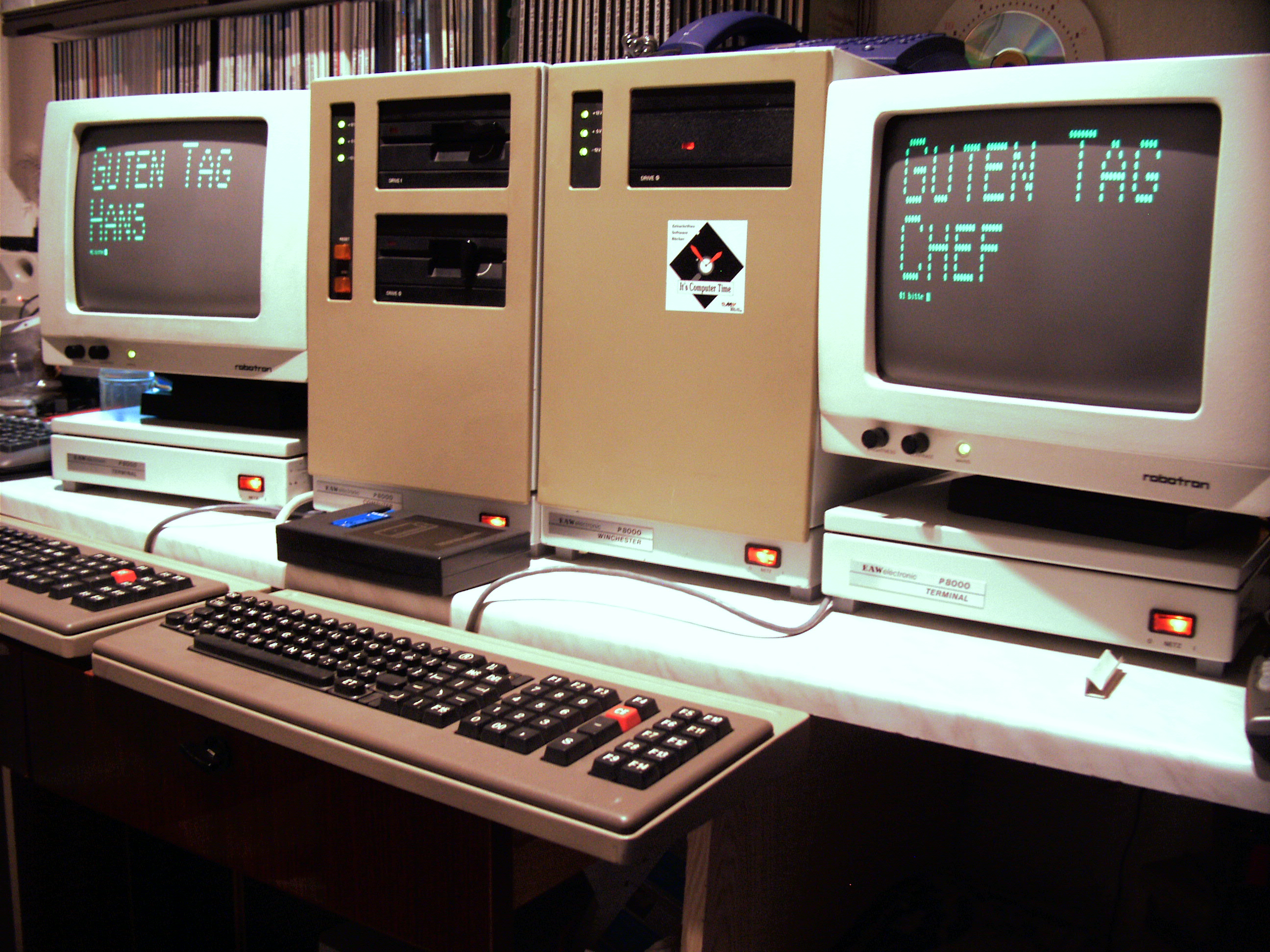
HP 3000, primer ordenador multiusuario.

La palabra multiusuario se refiere a una característica de ciertos sistemas operativos, aunque en ocasiones también puede aplicarse software otro tipo (e.j. aplicaciones de base de datos) e incluso a sistemas de cómputo. En general se le llama multiusuario a la característica de un sistema operativo o programa que permite proveer servicio y procesamiento a múltiples usuarios simultáneamente. La acción se produce estrictamente en forma pseudo-simultánea bajo el concepto tiempo compartido. En ocasiones pueden aplicarse a programas de computadora de otro tipo e incluso a sistemas de computo.
En contraposición existen los sistemas monousuario, que proveen servicio y procesamiento a un solo usuario a la vez. En la categoría de multiusuario se encuentran todos los sistemas que cumplen simultáneamente las necesidades de dos o más usuarios, que comparten los mismos recursos. Actualmente este tipo de sistemas se emplean especialmente en redes, pero los primeros ejemplos de sistemas multiusuario fueron los centralizados, aquellos en que múltiples usuarios compartían una única unidad central, con recursos de CPU, disco y memoria, a través del uso de múltiples terminales "bobas" (monitores y teclados).
En un sistema multiusuario los recursos que se comparten son, normalmente, una combinación de:
- Procesador.
- Memoria.
- Almacenamiento secundario (en disco duro).
- Programas.
- Periféricos como impresoras, plóteres, escáneres, etc.

De tal modo que múltiples usuarios utilizan una única computadora, comparten programas y usan un sistema operativo unificado.  Cada usuario tiene la impresión de que es atendido simultáneamente.
En los sistemas operativos antiguos, la idea de multiusuario guarda el significado original de que este puede ser utilizado por varios usuarios al mismo tiempo, permitiendo la ejecución concurrente de programas por parte de distintos usuarios. Aunque la idea original de tiempo compartido o el uso de terminales bobas no es ya el más utilizado. Esto debido a que los computadores modernos pueden tener múltiples procesadores, o proveer sus interfaces de usuario a través de una red, o en casos especiales, ya ni siquiera existe un solo computador físico proveyendo los servicios, sino un conjunto de computadoras en red o conectadas por un bus de alta velocidad y actuando en concierto para formar un clúster.
El principio del concepto es facilitar compartir los recursos de procesamiento, almacenamiento y periféricos varios, reduciendo el tiempo ocioso en el (o los) procesador(es), e indirectamente implica reducción de los costos de energía y equipamiento para resolver las necesidades de cómputo de los usuarios. Ejemplos de sistemas operativos con característica de multiusuario son VMS y Unix, así como sus múltiples derivaciones (e.g. IRIX, Solaris, etc.) y los sistemas tipo Unix como Linux, FreeBSD y Mac OS X.
En la familia de los sistemas operativos Microsoft Windows, desde Windows 95 hasta la versión Windows 2000, proveen soporte para ambientes personalizados por usuario, pero no admiten la ejecución de múltiples sesiones de usuario mediante el entorno gráfico.
Las versiones de Windows 2000 server y Windows 2003 server ofrecen el servicio, que permite la ejecución remota de diferentes sesiones de usuario.

## Usuarios y grupos
En Linux hay dos tipos de cuentas, unas de usuario personalizado (cuya información se guarda en /etc/passwd) y otras de grupo de usuarios (que se guardan en /etc/group/). Estos usuarios pueden tener distintos privilegios de acceso a los recursos (dispositivos de almacenamiento, administrar sistema, conectar a internet, conectar a redes inalámbricas con un módem, configurar impresoras, etc.)